# 沢川進
沢川 進（さわかわ すすむ、1928年 - ）は、日本の翻訳家。冒険小説を多数翻訳。　

## 訳書
- 『ファラオ発掘』（ジョン・ラング、早川書房、世界ミステリシリーズ） 1972
- 『マイアミの虐殺 : 死刑執行人』（ドン・ペンドルトン、早川書房、世界ミステリシリーズ） 1972
- 『天国か地獄か』（ジョイス・ポーター、早川書房、世界ミステリシリーズ） 1973
- 『最後の飛行』（ジョン・ボール、早川書房、ハヤカワ・ノヴェルズ） 1973
- 『オペレーション敵中突破』（ダン・J・マーロウ、早川書房、世界ミステリシリーズ） 1973
- 『地獄島の要塞』（ジャック・ヒギンズ、早川書房、ハヤカワ文庫NV） 1974
- 『エアポート'75』（リンダ・スチュワート、早川書房） 1974
- 『海底のUボート基地』（ハモンド・イネス、ハヤカワ文庫NV） 1974
- 『屠殺人 / 狂犬狩り』（スチュアート・ジェイスン、早川書房、世界ミステリシリーズ） 1974
- 『マフィア屠殺人』（スチュアート・ジェイスン、早川書房、世界ミステリシリーズ） 1974
- 『マラソン・マン』（ウィリアム・ゴールドマン、早川書房、ハヤカワ・ノヴェルズ） 1975。ハヤカワ文庫、改版2005
- 『一人だけの軍隊』（デイヴィッド・マレル、早川書房、ハヤカワ・ノヴェルズ） 1975、ハヤカワ文庫 1982 - 映画『ランボー』の原作
- 『フレンチ・コネクション2』（R・ムーア,M・マクリン、早川書房、ハヤカワ・ノヴェルズ） 1975
- 『サッチモからマイルスまで : ジャズの巨人たち』（レナード・フェザー、早川書房） 1976
- 『ジャニス・ジョプリン : 生きながらブルースに葬られ』（マイラ・フリードマン、早川書房） 1976
- 『キラー・エリート』（ロバート・ロスタンド、早川書房、ハヤカワ・ノヴェルズ） 1976、のち文庫
- 『二重誘拐』（ジョン・クリアリー、角川書店） 1977
- 『ウィンター・キルズ』（リチャード・コンドン、早川書房、ハヤカワ・ノヴェルズ） 1977
- 『暗殺者のゲーム』（ジェラルド・シーモア、早川書房、ハヤカワ・ノヴェルズ） 1977
- 『ジェームス・ディーン』（ロナルド・マーティネッティ、角川文庫） 1978
- 『ストレートタイム』（エドワード・バンカー、角川書店） 1978
- 『悪女が笑うとき』（ジョン・クリアリー、角川書店、海外ベストセラー・シリーズ） 1979
- 『マジック』（ウィリアム・ゴールドマン、早川書房） 1979
- 『マンハッタン魔の北壁』（ブライアン・コフィ、角川書店、海外ベストセラー・シリーズ） 1980
『マンハッタン魔の北壁』（ディーン・R・クーンツ、角川ホラー文庫） 1993
- 『笑うカモには』（レン・デイトン、早川書房、ハヤカワ・ノヴェルズ） 1980
- 『殺人はお好き?』（ドナルド・E・ウェストレイク、早川書房、ハヤカワ・ノヴェルズ） 1980
- 『復讐の二つの顔』（ジョン・ゴーディ、早川書房、ハヤカワ・ノヴェルズ） 1980
- 『タイタンの戦い』（アラン・ディーン・フォスター、角川書店、角川文庫） 1981
- 『高く危険な道』（ジョン・クリアリー、角川書店） 1981、のち文庫
- 『昨日のスパイ』（レン・デイトン、早川書房、ハヤカワ・ノヴェルズ） 1982。ハヤカワ文庫NV 1989
- 『百万ドルの掠奪者』（A・J・ラッセル、ハヤカワ文庫NV） 1982
- 『悪党たちのジャムセッション』（ドナルド・E・ウエストレーク、角川文庫） 1983
- 『殺し屋から愛をこめて』（フランク・マコーリフ、ハヤカワ文庫NV） 1983
- 『神の最後の土地』（ジャック・ヒギンズ、早川書房、ハヤカワ・ノヴェルズ） 1983、のち文庫
- 『ダーティハリー4』（ジョゼフ・C・スティンスン、角川文庫） 1984
- 『エグゾセを狙え』（ジャック・ヒギンズ、ハヤカワ文庫NV） 1984
- 『防潮門』（アリステア・マクリーン、早川書房、ハヤカワ・ノヴェルズ） 1985
- 『マイケル・ジャクソン』（ダグ・マギー、角川文庫） 1985
- 『ランボー/怒りの脱出』（デイヴィッド・マレル、ハヤカワ文庫NV） 1985
- 『樹海戦線』（J・C・ポロック、ハヤカワ文庫NV） 1986
- 『ハスラー2』（ウォルター・テヴィス、角川文庫） 1986
- 『ティンセル』（ウィリアム・ゴールドマン、角川書店、海外ベストセラー・シリーズ） 1986
- 『グランドマスター』（ウォーレン・マーフィー / モリー・コクラン、ハヤカワ文庫NV） 1987
- 『ドリーム・シティ』（ブラッド・ソロモン、角川文庫） 1987
- 『ランボー3/怒りのアフガン』（デイヴィッド・マレル、ハヤカワ文庫NV） 1988
- 『チャイナ・ホワイト』（トニー・ケンリック、角川文庫） 1988
- 『トロイの馬』（J・C・ポロック、ハヤカワ文庫NV） 1988
- 『ジョニー・ハンサム』（ジョン・ゴーディ、ハヤカワ文庫NV） 1989
- 『ブラザーズ』（ウィリアム・ゴールドマン、ハヤカワ文庫NV） 1990
- 『暗殺者のゲーム』（ジェラルド・シーモア、ハヤカワ文庫NV） 1991
- 『死の飛行』（エド・ゴーマン編、共訳、扶桑社ミステリー文庫、現代ミステリーの至宝2） 1997